# Acronicta pasiphae
Acronicta pasiphae är en fjärilsart som beskrevs av Max Wilhelm Karl Draudt 1936. Acronicta pasiphae ingår i släktet Acronicta och familjen nattflyn. Inga underarter finns listade i Catalogue of Life.